# The Young Gods
The Young Gods is een Zwitserse Industrialband uit Fribourg en bestaat sinds 1985. De originele bezetting van de band was een trio bestaande uit een zanger, een toetsenist/sampler-operator en een drummer. In 2007 trad een vierde lid toe tot de band. In hun muziek maken ze vaak gebruik van samples van elektrische gitaren, drums, keyboards en andere samples. Ook experimenteert de band met klassieke muziek; in 1991 verscheen een coveralbum met interpretaties op werk van de Duitse componist Kurt Weill. Bekendere nummers van de band zijn 'Did You Miss Me?', 'Envoyé!', 'Longue Route', 'Skinflowers', en 'Kissing the Sun'. 
De bandbezetting bestaat uit zanger Franz Treichler ('Franz Muse'), toetsenist Cesare Pizzi ('Ludan Dross') en drummer Bernard Trontin.
De bandnaam is ontleend aan een EP van de no wave/noiserockband Swans. Musici die zich hebben laten beïnvloeden door de muziek van The Young Gods zijn onder andere Pitchshifter, Mike Patton, Sepultura, The Edge (van U2), Devin Townsend en David Bowie.

## Discografie
- The Young Gods (1987)
- L'eau rouge (1989)
- The Young Gods Play Kurt Weill (1991)
- T.V. Sky (1992)
- Only Heaven (1995)
- Heaven Deconstruction (1997)
- Second Nature (1999)
- Live Noumatrouff 1997 (2001)
- Music for Artificial Clouds (2004)
- Super Ready/Fragmenté (2007)
- Knock on Wood (2008)
- Everybody Knows (2010)
- Data Mirage Tangram (2019)